# Konstantin Michajlovič Simonov
Konstantin Michajlovič Simonov, pseudonimo di Kirill Michajlovič Simonov (in russo Константи́н (Кири́лл) Миха́йлович Си́монов?; Pietrogrado, 28 novembre 1915 – Mosca, 28 agosto 1979), è stato uno scrittore sovietico.

## Biografia
Konstantin Simonov nacque in una famiglia della piccola aristocrazia travolta dalla rivoluzione e già da adolescente divenne un fido seguace del regime sovietico: riuscì a nascondere la sua origine sociale e si trasformò in un «devoto del culto di Stalin» il che gli consentì di scalare rapidamente le organizzazioni culturali del partito. Per esempio, spinse il suo zelo a denunciare pubblicamente nel 1949 Viktor Šklovskij come "antipatriotico" e "antisovietico".
Esordì come poeta nel 1937, iniziando con successo l'attività di poeta e di drammaturgo. Dopo un primo esordio poetico e teatrale sentimentale, mise il suo ingegno artistico al servizio del partito esaltando il patriottismo sovietico durante la seconda guerra mondiale e attaccando gli occidentali e gli Americani nel dopoguerra. Ampia notorietà gli procurarono, durante la seconda guerra mondiale, le sue poesie d'amore e, successivamente, il romanzo I giorni e le notti, del 1944, tradotto in tutto il mondo, in cui celebra la difesa di Stalingrado.
Autore di numerosi drammi, romanzi e raccolte in versi, fra le sue opere spiccano i libri di viaggio e le corrispondenze di guerra dai vari fronti, incentrati sulle esperienze personali durante questi periodi all'estero, dalla seconda guerra mondiale stessa fino alla guerra del Vietnam.
Ha ricevuto più volte il Premio Stalin.

## Opere

### Romanzi
- I giorni e le notti, del 1944
- Compagni d'arme, 1952 (Товарищи по оружию, Tovarišči po orožiu), edizione italiana di Editori Riuniti, 1966
- I vivi e i morti, del 1959 (Живые и мертвые, Živie i mertvie), edizione italiana di Editori Riuniti, 1961
- Non si nasce soldato, del 1964 (Солдатами не рождаются, Soldatami ne roždajutsija)
- Ogni giorno è lungo, del 1965

### Drammi
- Un ragazzo della nostra città, del 1941
- Gente russa, del 1942
- La questione russa - Universale Economica Feltrinelli n.35

### Raccolte di poesie
- Hours of Friendship, del 1938
- Comrades in Arms, del 1938
- The Lieutenant, del 1939
- The British Military Cemetery at Sebastopol, del 1939
- All through his life he drew the scenes of war..., del 1939
- You used to say to me 'I love you!.., del 1941
- Wait for me, and I'll come back!.., del 1941
- The major brought the boy out on the gun.., del 1941
- Remember, Alyosha, the roads of Smolenshchina.., del 1941
- Above our submarine's black nose she rises.., del 1941
- If God in his almighty Power.., del 1941
- Don't be angry if I write.., del 1941
- I remember two girls at the door in the night.., del 1941
- I want to say to you 'You are my wife!.., del 1941
- As I recall the year that's ending, del 1941
- The Hostess, del 1942
- With death an inch above my head, del 1942
- Well may I curse in years to come.., del 1942
- Refugees, del 1942
- The House at Vyazma, del 1943
- That's how we live, without forgetting.., del 1945
- In a dream, I saw a wedding.., del 1945
- With glass a thousand miles thick.., del 1946
- You get from time to time a man.., del 1946
- The sense that love is coming's worse.., del 1946
- I buried love and doomed myself to be.., del 1948
- I cannot write a single line of verse.., del 1954

### Adattamenti cinematografici
- Paren iz nashego goroda (1942, regia di Boris Ivanov e Aleksandr Stolper)
- Aspettami (Zhdi menya, 1943, regia di Boris Ivanov e Aleksandr Stolper)
- In nome della patria (Vo imya Rodiny, 1943, regia di Vsevolod Illarionovič Pudovkin e Dmitriy Vasilev)
- Dni i nochi (1945, regia di Aleksandr Stolper)
- Russkiy vopros (1947, regia di Michail Il'ič Romm)
- La guarnigione immortale (Bessmertnyy garnizon, 1956, regia di Zakhar Agranenko ed Eduard Tisse)
- Aquile di Stalingrado (Normandie - Niémen, 1960, regia di Jean Dréville e Damir Vyatich-Berezhnykh)
- Zhivye i myortvye (1964, regia di Aleksandr Stolper)
- Vozmezdie (1967, regia di Aleksandr Stolper)
- Grenada, Grenada, Grenada moya (1967, regia di Roman Karmen), documentario
- Sluchay s Polyninym (1970, regia di Aleksey Sakharov)
- Chetvyortyy (1972, regia di Aleksandr Stolper)
- Dvadtsat dney bez voyny (1977, regia di Aleksej Jur'evič German)
- Iz zapisok Lopakhina (1977, regia di Iosif Reichenhaus)